# Elaeagnus courtoisii
Elaeagnus courtoisii — вид квіткових рослин з родини маслинкових (Elaeagnaceae). Поширення: Південно-Центральний і Південно-Східний Китай.

## Середовище
Населяє відкриті ділянки; на висотах 300–1100 метрів.

## Біоморфологічна характеристика
Це листопадний кущ, заввишки 1–3 метри. Колючки відсутні; молоді гілки, листя та квіти з густими жовтими зірчастими волосками. Ніжка листка 2–5 мм, з жовтими ворсинками; листкова пластинка знизу сіро-біла, зверху зелена, листки біля основи нових пагонів дрібні, 1–2 × ≈ 0.5 см, листки у верхній частині зворотноланцетні або оберненояйцеподібні, 4–9 × 1–4 см, бічні жилки 6–8 з кожного боку середньої жилки, основа рівнобічна або клиноподібна, край цільний, верхівка гостра або тупа. Квіти поодинокі в пазухах нових пагонів, жовтувато-білі, з густими жовтуватими ворсинками. Квітконіжка 3–5 мм; плодоніжка товстіша до верхівки, 3–4 см. Трубка чашечки трубчаста, ≈ 5 мм, тонка; частки яйцеподібно-трикутні, 3–4 мм, всередині з рідкісними білими зірчастими волосками, верхівка гостра. Кістянка червона, еліпсоїдна або довгаста, ≈ 1 см × 2–3 мм. Цвітіння: лютий і березень; плодіння: квітень і травень.